# Vodice, Ajdovščina
Vodice so naselje v Občini Ajdovščina.